# Kenji Oshiba
Kenji Oshiba (født 19. november 1973) er en tidligere japansk fodboldspiller.
Han har spillet for flere forskellige klubber i sin karriere, herunder Urawa Reds og Cerezo Osaka.